# توم ويلسون
توم ويلسون (بالإنجليزية: Tom Wilson)‏ (3 يوليو 1930 ساوثهامبتون المملكة المتحدة - 30 مارس 2010 المملكة المتحدة) هو لاعب كرة قدم بريطاني.